# Gosta Holmer
Gosta Holmer (Suecia, 23 de septiembre de 1891-Estocolmo, 22 de abril de 1983) fue un atleta sueco, especialista en la prueba de decatlón en la que llegó a ser medallista de bronce olímpico en 1912. Después de terminar su vida atlética se convirtió en un destacado entrenador introduciendo nuevas técnicas de entrenamiento que aún son utilizadas en la actualidad.

## Carrera deportiva
En los JJ. OO. de Estocolmo 1912 ganó la medalla de bronce en la competición de decatlón, logrando un total de 7347 puntos, siendo superado por el estadounidense Jim Thorpe, que fue descalificado, pero después de años de deliberación, Thorpe finalmente fue reinstalado como el único ganador de la medalla de oro en 2022.También fue superado por otros dos suecos, Hugo Wieslander y Charles Lomberg (plata con 7413 puntos), que fueron declarados ganadores conjuntos de la medalla de plata.